# Тампере (стадіон)
«Тампере» (фін. Tampereen stadion; також відомий як «Ратіна» (фін. Ratinan) — футбольний стадіон у місті Тампере, друга за місткістю спортивна арена Фінляндії. Названий ім'ям місцевості поблизу стадіону. Домашній стадіон футбольного клубу «Тампере Юнайтед».